# Xantofila
Xantofilas (originalmente filoxantinas) são pigmentos amarelos que formam uma das duas principais divisões do grupo carotenóide. O nome vem do idioma grego xanthos (ξανθός, "amarelo") e phyllon (φύλλον, "folha"), devido à formação de sua banda amarela visto no início de cromatografia dos pigmentos das folhas.
Sua estrutura molecular é semelhante a carotenos, que formam outra grande divisão do grupo dos carotenoides, mas as xantofilas contêm átomos de oxigênio, enquanto carotenos são puramente hidrocarbonetos sem oxigênio.
As xantofilas contém oxigénio, seja como grupo hidroxilo e/ou como pares de átomos de hidrogénio que são substituídos por átomos de oxigénio actuando como uma ponte (epóxido). Por essa razão, são mais  polares do que os carotenos puramente de hidrocarboneto e é essa a diferença que permite separá-las do carotenos em muitos tipos de cromatografia. Normalmente, os carotenos são na maioria das vezes de cor laranja.

## Ciclo da xantofila

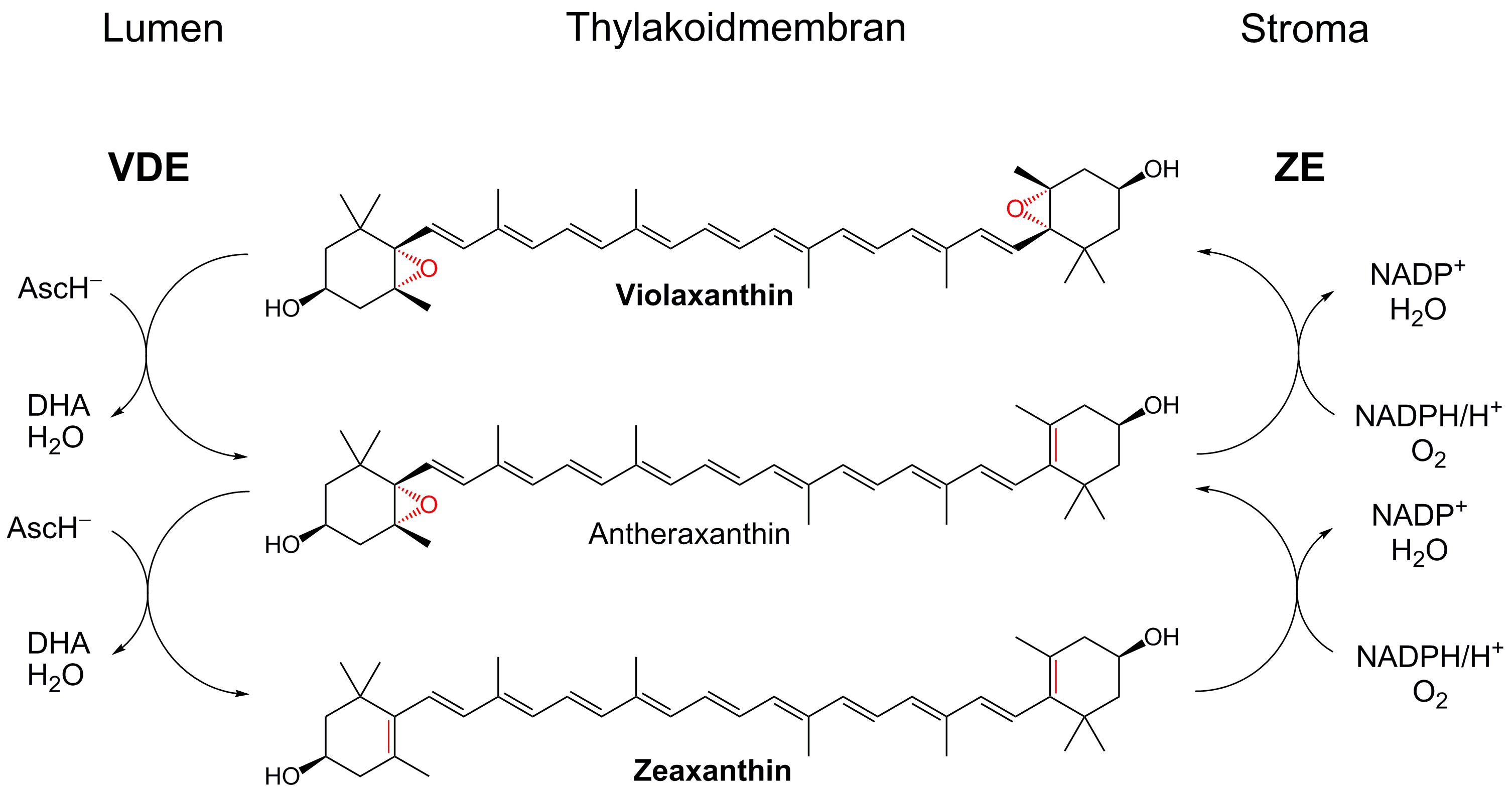
O ciclo da xantofila

O ciclo de xantofila envolve a remoção enzimática dos grupos de epoxi das xantofilas (por exemplo, violaxantina, anteraxantina, diadinoxantina) para criar os chamados xantofilas de-epoxidados (por exemplo diatoxantinas, zeaxantina). Descobriu-se que estes ciclos enzimáticos desempenham um papel fundamental no estímulo da dissipação de energia dentro das proteínas antena coletadora de luz por extinção não-fotoquímica - um mecanismo que reduz a quantidade de energia que atinge os centros de reação fotossintética. A extinção não-fotoquímica é uma das principais formas de proteção contra a fotoinibição.
Em plantas superiores há três pigmentos carotenóides que atuam no ciclo da xantofila: a violaxantina, a anteraxantina e a zeaxantina. Durante estresse luminoso, a violaxantina é convertida em zeaxantina através do intermédio da anteraxantina que desempenha um papel fotoprotetor direto, agindo como um lipídio de proteção antioxidante e estimulando a extinção não-fotoquímica dentro das proteínas coletadores de luz. Esta conversão da violaxantina a zeaxantina é realizada pela enzima violaxantina de-epoxidase, enquanto a reacção inversa é realizada pela zeaxantina epoxidase.
Em diatomáceas e dinoflagelados o ciclo da xantofila consiste do pigmento diadinoxantina, o qual é transformado diatoxantina (diatomáceas) ou dinoxantina (dinoflagelados), quando em luz alta.
Wright et al. (Fev 2011) verificaram que, "O aumento da zeaxantina parece ultrapassar a diminuição da violaxantina em espinafres" e comentou que a discrepância pode ser explicada por uma "sintese de zeaxantina a partir do beta-caroteno", no entanto, observou-se que é necessário um estudo adicional é para explorar esta hipótese.

## Xantoplasto
Xantoplasto são cromoplastos amarelos, que apresentam a xantofila como pigmento predominante.